# Ras El Oued (distrito)
Ras El Oued é um distrito localizado na província de Bordj Bou Arreridj, Argélia, e cuja capital é a cidade de mesmo nome, Ras El Oued.[carece de fontes?]

## Municípios
O distrito está dividido em três comunas:
- Ras El Oued
- Aïn Tesra
- Ouled Brahim